# OZ7IGY
| Bånd   | Frekvens (USB)    | GPS & PI4 |
| ------ | ----------------- | --------- |
| 10 m   | 28,270.200 MHz    | Ja        |
| 8 m    | 40,070.200 MHz    | Ja        |
| 6 m    | 50,470.200 MHz    | Ja        |
| 4 m    | 70,020.200 MHz    | Ja        |
| 2 m    | 144,470.200 MHz   | Ja        |
| 70 cm  | 432,470.200 MHz   | Ja        |
| 23 cm  | 1296,929.200 MHz  | Ja        |
| 13 cm  | 2400,929.200 MHz  | Ja        |
| 9 cm   | 3400,929.200 MHz  | Ja        |
| 6 cm   | 5760,929.200 MHz  | Ja        |
| 3 cm   | 10368,929.200 MHz | Ja        |
| 1.2 cm | 24048,929.200 MHz | Ja        |

55°31.0′N 11°52.9′Ø / 55.5167°N 11.8817°Ø
OZ7IGY er et dansk amatørradio radiofyr og verdens ældste VHF og UHF amatørradiofyr og har været aktiv siden det internationale geofysiske år i 1957.
Radiofyret OZ7IGY er placeret nær Jystrup, i Maidenhead locator JO55WM54 og sender på frekvenserne vist i tabel 1. IGY i OZ7IGY er forkortelsen af International Geophysical Year.
Siden 30. oktober 2012, da Next Generation Beacons platform blev taget i brug, har 2 m og 6 m radiofyrene været frekvensmæssigt og tidsmæssigt låst til GPS.
Fra 30. marts 2013 anvender alle radiofyrene Next Generation Beacons platform transmit PI4 (en specialiseret digital modulationssystem), CW og umoduleret bærebølge i en én-minuts cyklus. Next Generation Beacons frekvenspræcisionen er typisk bedre end 5 mHz (milliHertz).
OZ7IGY har mellem ca. 1981-2016 anvendt Big Wheels til 144 MHz (2 meter), 432 MHz (70 cm) og 1296 MHz (23 cm).